# Sigrið av Skarði Joensen
Sigrið av Skarði Joensen (Klaksvík, 12 mei 1908 - Tórshavn, 3 juli 1975), vaak ook Sigrið av Skarði genoemd, was een Faeröerse publiciste en feministe.

## Leven en werk
Sigrið av Skarði was een dochter van Símun av Skarði (1872-1942), een van de oprichters van de Faeröerse Volkshogeschool, en van Sanna Jacobsen (1876-1978), die daar lerares was. Ze werd geboren in het gebouw van deze toen bij Klaksvík gevestigde instelling. Nadat de school in het jaar na haar geboorte naar Tórshavn was verhuisd, groeide ze daar verder op. In 1927 behaalde ze in Denemarken haar middelbareschooldiploma. Hierna studeerde ze aan de Universiteit van Kopenhagen geschiedenis en anglistiek, wat ze echter niet voltooide. Desondanks zou ze in 1941 lerares in deze vakken worden.
Al toen ze studeerde was Sigrið av Skarði journalistiek actief. In 1929 verscheen in de Sosialurin, een Faeröerse sociaaldemocratische krant, een artikel van haar hand over de anarchisten Sacco en Vanzetti, die twee jaar daarvoor in de Verenigde Staten vanwege hun politieke overtuiging waren geëxecuteerd. In 1938 publiceerde Sigrið av Skarði een pamflet over de Faeröerse taalstrijd, die tot doel had het Faeröers ten koste van het Deens een grotere rol te geven in het dagelijkse leven op de eilandengroep. Datzelfde jaar trouwde ze met Sigurð Joensen (1911-1993). Het echtpaar zou tussen 1939 en 1953 zeven kinderen krijgen, waaronder de latere Faeröerse literatuurwetenschapster Turið Sigurðardóttir (1946).
Door de Operatie Weserübung, die in 1940 voor Denemarken en Noorwegen het begin van de Tweede Wereldoorlog inleidde, werd Sigrið av Skarði Joensen net als veel andere in Denemarken verblijvende jonge Faeröerders afgesneden van de eilandengroep. Tijdens deze onvrijwillige ballingschap raakte ze samen met haar echtgenoot betrokken bij de Føroyingafelag, de Faeröerse vereniging in Kopenhagen, evenals bij de Faeröerse studentenvereniging in de Deense hoofdstad. Van 1941 tot 1946 gaf het paar het in het Faeröers verschijnende tijdschrift Búgvin uit, waarvoor Sigrið av Skarði Joensen artikelen over historische en eigentijdse onderwerpen schreef. Daarnaast was ze werkzaam als vertaalster Faeröers, bijvoorbeeld van Á ferð í Sibiriu, het in het Deens gepubliceerde verslag van een reis die de Faeröerder Sigert Patursson in 1901 naar Siberië maakte.
In 1948 vestigde het gezin zich op de Faeröer, waar Sigrið av Skarði Joensen ging werken bij de uitgeverij Ungu Føroyar ("De jonge Faeröerders"). In 1952 was ze een van de oprichtsters van de Kvinnufelagið, de in Tórshavn gevestigde Faeröerse vrouwenvereniging. Ze zou tot 1959 redacteur zijn van Kvinnutíðindi ("Vrouwennieuws"), het tijdschrift van deze vereniging. Eveneens in 1952 werd op haar initiatief een school opgericht voor de Føroyskur dansur ("Faeröerse dans"), de nationale kettingdans van de eilandengroep. Gedurende de jaren vijftig organiseerde ze verder cursussen Faeröerse taal en literatuur ten behoeve van vrouwen van haar leeftijd.
Evenals haar man was Sigrið av Skarði Joensen lid van de Tjóðveldisflokkurin, de Faeröerse republikeinse partij. Ze stelde zich verkiesbaar voor zowel de Tórshavner gemeenteraad als voor het Løgting, het Faeröerse parlement, maar werd nooit gekozen. Wel was ze enige jaren lid van de Tórshavner raad voor de kinderbescherming.
Sigrið av Skarði Joensen overleed in 1975 op 63-jarige leeftijd in Tórshavn.